# Ракальмуто
Ракальмуто (італ. Racalmuto, сиц. Racalmutu) — муніципалітет в Італії, у регіоні Сицилія,  провінція Агрідженто.
Ракальмуто розташоване на відстані близько 510 км на південь від Рима, 90 км на південний схід від Палермо, 16 км на північний схід від Агрідженто.
Населення — 8397 осіб (2014).

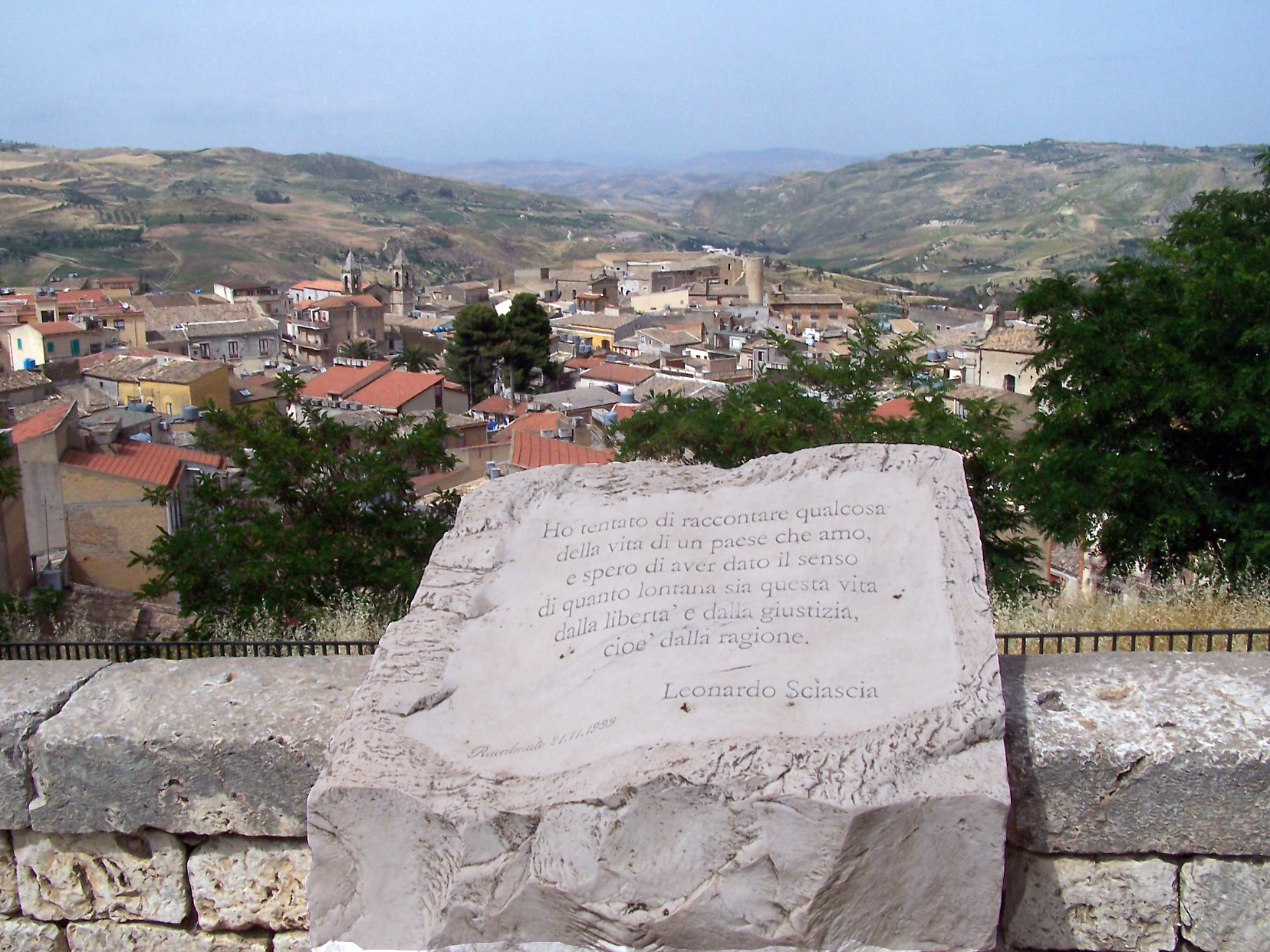

Щорічний фестиваль відбувається 8 травня. Покровитель — Maria SS. del Monte.

## Демографія
Населення за роками:

Станом на 1 січня 2023 року в муніципалітеті офіційно проживало 275 іноземців з 35 країн, серед них 50 громадян країн Євросоюзу та 2 громадяни України.

## Міста-побратими
- Гамільтон, Канада (1987)

## Сусідні муніципалітети
- Бомпенсьєре
- Канікатті
- Кастрофіліппо
- Фавара
- Гротте
- Мілена
- Монтедоро